# Conflito de Xinjiang

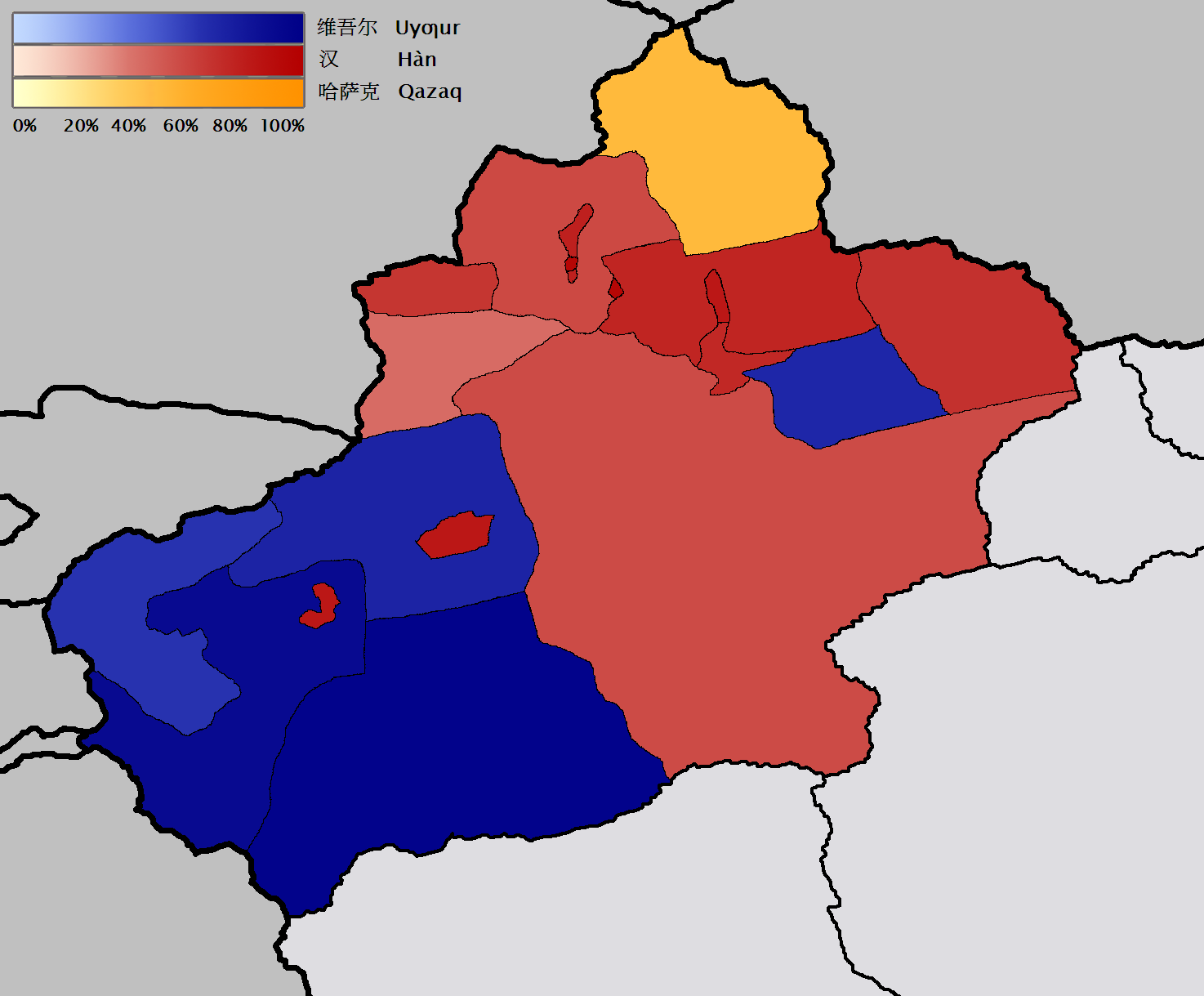
Mapa de Xinjiang indicando a principal nacionalidade de cada prefeitura:
maioria uigur
maioria han
maioria cazaque

O conflito de Xinjiang, Sinquião ou Xinjião é um conflito separatista na província Xinjiang no extremo-oeste da República Popular da China. Grupos separatistas uigures afirmam que a região, que eles chamam de Turquestão Oriental, não é legalmente uma parte da China, mas foi invadida por ela em 1949 e desde então está sob ocupação chinesa. O movimento separatista é liderado por grupos militantes de islamistas turcos, principalmente pelo movimento de independência do Turquestão Oriental, contra o governo nacional em Pequim.
Segundo o Asia-Pacific Center for Security Studies, as duas principais fontes de separatismo na província de Xinjiang são a religião e a etnia. Do ponto de vista da religião, os habitantes da região (também conhecido como uigures) em sua maioria são muçulmanos,enquanto que a maioria da população chinesa é da etnia hã e as principais religiões são o budismo, o confucionismo, o taoismo, ou um um sincretismo entre as três. Sua outra grande diferença e fonte de atrito, com a China Oriental é étnica. Culturalmente, os uigures têm uma semelhança maior com os povos da Ásia Central. Esta diferença ajuda a criar uma sensação de união contra um inimigo em comum. Com língua, religião e identidade étnica mais próxima aos povos da Ásia Central,do que aos chineses do leste da China, os uigures representam um desafio ao desejo do Partido Comunista de restabelecer o território que a China tinha durante o tempo do Império Chinês e foi desagregado durante a guerra civil que chegou ao fim em 1949. Com o recrudescimento do conflito em 1996, Pequim opera uma gigantesca repressão.

## Cronologia

### Eventos iniciais
Alguns colocam o início da fase moderna do conflito na região de Xinjiang na década de 1950.
Na década de 1980, houve uma dispersão de manifestações estudantis e revoltas contra a ação policial, que teve um aspecto étnico, e a revolta no distrito de Baren, em abril de 1990, uma revolta fracassada, resultou em mais de 50 mortes.

### Pós-1990
A repressão da polícia e a execução de 30 separatistas suspeitos durante o Ramadã de 1996. Os resultados destas execuções foram sentidos em 1997, quando uma série de manifestações públicas, caracterizadas pela imprensa oficial chinesa como "tumultos", Entretanto, a imprensa ocidental, alegava que as manifestações eram pacíficas. Essas manifestações culminaram no Incidente de Gulja no dia 5 de fevereiro do mesmo ano, quando uma violenta repressão do Exército de Libertação Popular resultaram em nove mortes oficiais, ao mesmo tempo que as lideranças uigures, alegaram que mais de 100 pessoas morreram. Em 25 de fevereiro, uma série de atentados terroristas em Ürümqi mataram nove e feriram 68. A situação em Xinjiang ficou relativamente calma por nove anos, embora as tensões inter-étnicas, sem dúvida permaneceram.Esta paz relativa durou até meados de 2006, quando algumas das tensões étnicas recrudesceram.

### 2007-presente
A atenção do mundo foi trazida para o conflito após uma incursão em Xinjiang em outubro de 2007, quando um campo de treinamento terrorista foi descoberto na região. seguida de uma tentativa frustrada de um atentado terrorista em um avião da companhia aérea China Southern Airlines e uma emboscada na região que matou quatro policiais em 4 de agosto de 2008, faltando apenas quatro dias para a cerimônia de abertura dos Jogos Olímpicos de Verão de 2008, na capital chinesa.
Outros incidentes incluem as revoltas em julho de 2009 em Ürümqi, os distúrbios de setembro de 2009, e o atentado de Aksu em 2010, que levou ao julgamento de 376 pessoas. O atentado de Cotã em julho de 2011 provocou a morte de 18 civis. Apesar de todos os executores serem de origem uigures, tanto pessoas da etnia han como uigures foram vítimas. Em 2011, seis homens de etnia uigur tentaram sequestrar um avião indo para Ürümqi, mas falharam depois que os passageiros e tripulantes resistiram e conseguiram desarmar os sequestradores.
Em 24 de abril de 2013,novos confrontos ocorreram entre um grupo armado e um grupo de assistentes sociais perto da cidade de Casgar. Durante a ação de forças policiais, 21 pessoas morreram, sendo que 15 eram funcionários do governo chinês. Um oficial do governo local disse que os confrontos eclodiram após três autoridades locais relatarem que homens suspeitos armados com facas que estavam escondidos em uma casa no município de Selibuia, perto de Casgar.
Dois meses depois, em 26 de junho de 2013, 27 pessoas foram mortas em confrontos, 17 delas foram mortas por desordeiros, enquanto as outras dez pessoas foram acusadas de serem agressores que foram mortos a tiros pela polícia no município de Lukqun.
Em 1 de março de 2014, um grupo de agressores armados com facas atacaram diversas pessoas na Estação Ferroviária Central de Kunming matando pelo menos 29 pessoas e ferindo outras 130. A China culpou militantes de Xinjiang pelo ataque.

## Críticas
Os críticos argumentam que a resposta do governo aos interesses uigures vai contribuir de uma forma rasa para a resolução desses problemas. Em um futuro próximo isso poderá afetar de forma drástica a imagem e a economia da China.